# 2022年世界水泳選手権マラウイ選手団
2022年世界水泳選手権マラウイ選手団は、2022年6月18日から7月3日までハンガリーのブダペストで開催された第19回世界水泳選手権のマラウイ選手団、およびその競技結果。

## 選手団
- 人員: 選手 3人

## 選手名簿・結果
| 選手                       | 種目           | 予選      | 予選 | 準決勝   | 準決勝   | 決勝     | 決勝     |
| 選手                       | 種目           | 結果      | 順位 | 結果     | 順位     | 結果     | 順位     |
| -------------------------- | -------------- | --------- | ---- | -------- | -------- | -------- | -------- |
| アッシャー・バンダ         | 男子50m自由形  | 28秒30    | 88位 | 予選敗退 | 予選敗退 | 予選敗退 | 予選敗退 |
| アッシャー・バンダ         | 男子100m自由形 | 1分03秒72 | 96位 | 予選敗退 | 予選敗退 | 予選敗退 | 予選敗退 |
| フィリペ・ゴメス           | 男子50m平泳ぎ  | 失格      | 失格 | 予選敗退 | 予選敗退 | 予選敗退 | 予選敗退 |
| フィリペ・ゴメス           | 男子100m平泳ぎ | 1分06秒57 | 56位 | 予選敗退 | 予選敗退 | 予選敗退 | 予選敗退 |
| タヤミカ・チャングアナムノ | 女子50m自由形  | 30秒81    | 72位 | 予選敗退 | 予選敗退 | 予選敗退 | 予選敗退 |
| タヤミカ・チャングアナムノ | 女子100m自由形 | 1分14秒96 | 61位 | 予選敗退 | 予選敗退 | 予選敗退 | 予選敗退 |